# Marco Salvatore
Marco Salvatore (* 20. Februar 1986 in Schwarzach im Pongau) ist ein österreichischer Fußballspieler.

## Karriere
Salvatore begann mit dem Fußballsport in der Jugendmannschaft des Salzburger Vereins SK Bischofshofen. Mit 14 Jahren wechselte er in die Nachwuchsakademie der Wiener Austria. 2005 rückte er in den Kader der Austria Amateure auf. Nach zwei Saisonen mit den Amateuren in der zweithöchsten österreichischen Spielklasse wechselte er 2007 zum 1. FC Vöcklabruck. 2008 erreichte Salvatore durch den Aufstieg der Oberösterreicher die Rückkehr in die Erste Liga. Im Jänner 2009 folgte sein Wechsel zum SK Austria Kärnten in die Bundesliga. Sein Debüt in der höchsten österreichischen Spielklasse gab Salvatore am 4. März 2009 im Spiel gegen den FC Red Bull Salzburg. Er wurde in der 79. Minute für den Brasilianer Sandro eingewechselt.
Nachdem Austria Kärnten keine Lizenz für die Bundesligasaison 2010/11 erhalten hatte, wechselte der Verteidiger ablösefrei zum Zweitligisten First Vienna FC. 2012 wechselte Salvatore zum damaligen niederösterreichischen Erstligisten SV Horn. Im Jänner 2015 ging er zum damaligen Landesligisten SC Mannsdorf. Am 4. Januar 2018 gab der Wiener Sport-Club die Verpflichtung von Marco Salvatore bekannt.